# なにわ筋
なにわ筋（）は、大阪市を南北に走る都市幹線道路。

## 概要
区間は大阪市北区の大淀中1交差点（国道176号）から西成区潮路二丁目（岸里交差点から約150メートル西方、松虫通との合流地点）までの約8.3キロメートル。全線大阪府道41号大阪伊丹線および都市計画道路加島天下茶屋線のそれぞれ一部区間に当たる。
戦災復興都市計画によって新設された南北幹線道路で、都心部の土佐堀1交差点 - 塩草2交差点間は片側3車線、それ以外は片側2車線となっている。都心部は御堂筋をモデルに造られており、2本の分離帯で本線と側道に分かれる同じレイアウトだが、幅員が40メートルと御堂筋の24間（約43メートル）に比べてやや狭いものとなっている。また、長堀川と道頓堀川への架橋については、御堂筋の新橋と道頓堀橋がどちらも幅員24間であるのに対して、なにわ筋の西大橋と西道頓堀橋はどちらも幅員22メートルとかなり狭いものとなっている。なお、長堀川の埋立に伴って西大橋は撤去されており、西大橋交差点（長堀通との交点）は幅員40メートルが確保されている。中央分離帯がないため本線右車線が右折専用となっている箇所が多いが、一方通行化以前の御堂筋のような大渋滞が発生することは極めて稀である。
長らく西成区北部の長橋交差点を南端としていたが、1996年以降西成区内で南伸工事が行われ、2003年4月には、鶴見橋商店街を越え、西成区梅南二丁目付近（都市計画道路津守阿倍野線・西成区内での通称梅通りとの交点）まで暫定開通した。さらに2010年3月30日14時には、西成区梅南二丁目付近から同区潮路二丁目付近までの1.09キロメートルが暫定2車線の対面通行で供用を開始し、全線開通となった。2013年2月22日午前に梅南二丁目付近 - 岸里交差点間が4車線に拡幅された。
現在なにわ筋の地下では、関西国際空港へのアクセス向上のため、大阪駅（うめきたエリア）地下ホームとJR難波駅および南海新難波駅（仮称）・新今宮駅を結ぶなにわ筋線が、2031年度春の開業を目指し工事中である。

## 通過する区
- 北区
- 福島区
- 西区
- 浪速区
- 西成区

## 施設
北区（大淀）
- 新梅田シティ
  - 梅田スカイビル
- 大阪市立大淀中学校
- ザ・シンフォニーホール

福島区
- 福島
  - 聖天通
  - 旧・関西将棋会館
  - 阪神高速11号池田線福島入口
  - ホテル阪神・ラグザ大阪
  - 福島天満宮
- ほたるまち
  - 朝日放送グループホールディングス
    - 朝日放送テレビ
    - 朝日放送ラジオ

  - 堂島クロスウォーク
  - 堂島リバーフォーラム
  - The Tower Osaka

北区（中之島）
- 大阪市立科学館
- リーガロイヤルホテル
- 国立国際美術館
- 玉江橋 - 堂島川
- 常安橋 - 土佐堀川

西区
- 靱公園
- オリックス劇場（旧大阪厚生年金会館大ホール）
- 立花通り（オレンジストリート）（堀江）
- 西道頓堀橋 - 西道頓堀川

浪速区
- 浪速公園
- 大阪市立難波中学校
- 大阪市立塩草立葉小学校
- 大阪市立栄小学校（もと浪速青少年会館跡地に移転）

西成区
- もと西成青少年会館
- 鶴見橋商店街
- 大阪市立まつば小学校
- 天下茶屋、岸里
- 大阪市立岸里小学校

## なにわ筋にある鉄道駅
- 福島駅 - JR大阪環状線
- 福島駅 - 阪神本線
- 新福島駅 - JR東西線
- 中之島駅 - 京阪中之島線
- 西大橋駅 - Osaka Metro長堀鶴見緑地線
- JR難波駅 - 大和路線

※JR難波駅はなにわ筋から400メートル以上東に離れた場所に立地している。
- 桜川駅 - Osaka Metro千日前線・阪神なんば線
- 芦原橋駅 - JR大阪環状線
- 西天下茶屋駅 - 南海汐見橋線
- 岸里駅 - Osaka Metro四つ橋線

## 交差する通
福島区
- 曽根崎通（国道2号） - 浄正橋交差点

北区
- 中之島通 - 玉江橋交差点

西区
- 土佐堀通 - 土佐堀1交差点

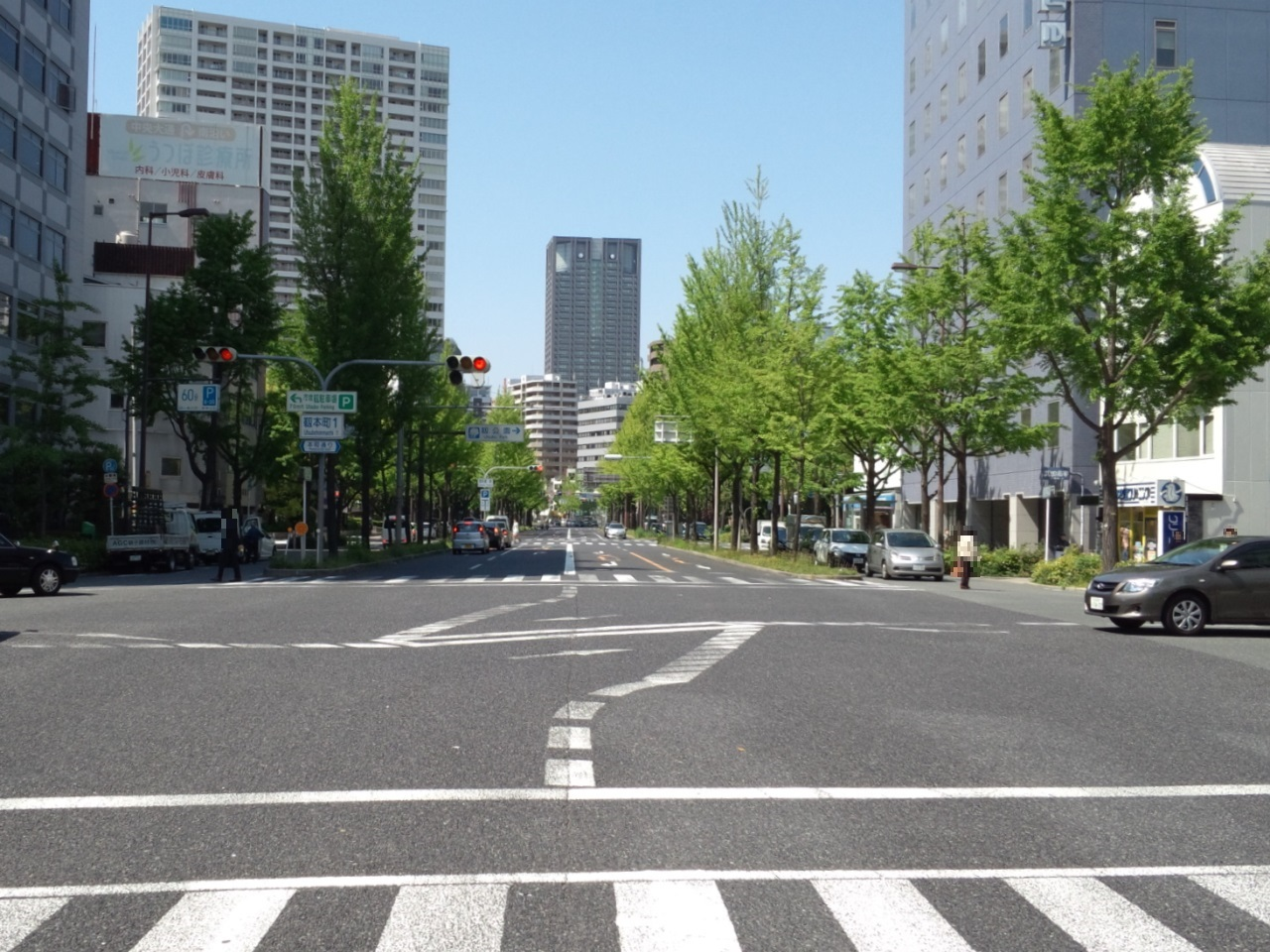
靱本町1交差点

- 本町通（国道172号） - 靱本町1交差点
- 中央大通 - 阿波座1交差点
- 長堀通 - 西大橋交差点

浪速区
- 千日前通 - 幸町1交差点
- 大浪通 - 稲荷交差点

西成区
- 国道43号 - 中開交差点
- 松虫通 - 潮路二丁目で合流